# Boulevard Périphérique (Parijs)
De Boulevard Périphérique is de ringweg rond Parijs. Het is geen autosnelweg ondanks dat de inrichting er op lijkt, maar een gemeentelijke weg. De maximum snelheid is 50 km/u en een milieuvignet (Crit'Air) is er verplicht.

## Geschiedenis
Deze gemeentelijke weg van 35 km lengte werd aangelegd op enige afstand van de vroegere Parijse stadswal (de zogenaamde Stadsomwalling van Thiers, aangelegd in 1841-1844 en opgeheven in 1919), namelijk op de ervoor liggende zogenaamde zone non-ædificandi, een gebied waar permanente bebouwing verboden was (dit in verband met een vrij schootsveld voor de artillerie). Met de aanleg van de weg werd in 1958 begonnen. Op 25 april 1973 werd het laatste deel geopend door premier Pierre Messmer.
Op 1 oktober 2024 verlaagde de stad de maximale snelheid van 70 km/u naar 50 km/u.

## Uitzicht
De op- en afritten corresponderen in vele gevallen met de oude stadspoorten in deze stadswal.

## Verkeer
De boulevard Périphérique is ondanks de vele rijstroken en ongelijkgrondse kruispunten geen autosnelweg: verkeer van rechts dat van de opritten komt, heeft voorrang bij het invoegen, grote delen kennen geen vluchtstrook en de op- en afritten zijn slechts kort.

### Milieuzone / milieuvignet (Crit'Air)
De Boulevard Périphérique maakt deel uit van een milieuzone (Frans: zone à faibles émissions, ZFE) en is verboden voor voertuigen zonder Crit'Air-vignet, of met Crit'Air 5, sinds juli 2019.
Sinds 1 juni 2021 is de Périphérique bijkomend ook verboden voor voertuigen met Crit’Air 4.

### Carpoolstrook
Na de Olympische Zomerspelen 2024 wilde de stad de linker rijstrook voorbehouden voor openbaar vervoer, uitstootvrije auto's en carpoolen (ten minste twee inzittenden) (een maatregel die er ook was tijdens de Olympische Spelen), maar daarover kan ze niet alleen beslissen zonder akkoord van de politieprefect.
Vanaf 3 maart 2025 is voor een periode van 6 maanden tijdens de spitsuren op weekdagen de linkerrijstrook voorbehouden aan voertuigen met minstens twee passagiers, openbaar vervoer, taxi's en prioritaire voertuigen. Er wordt gecontroleerd met camera's.